# Organische reactie
Een organische reactie is een chemische reactie waarbij organische verbindingen betrokken zijn. Deze reacties kunnen ingedeeld worden in 2 klassen: basisreacties (of basismechanismen die verder in subtypes kunnen onderverdeeld worden) en specifieke reacties. Onder de basisreacties worden additiereacties, eliminatiereacties, substitutiereacties, omleggingen, condensatiereacties, pericyclische reacties en organische redoxreacties gerekend. Zij vormen de fundamenten voor de talloze specifieke reacties die de organische chemie kent en ieder van deze specifieke reacties kan dus gezien worden als een welbepaalde aaneenschakeling of combinatie van basisreacties. Alle organische reacties worden in de organische synthese gebruikt voor de bereiding van nieuwe organische verbindingen.

## Geschiedenis
Onder de oudste organische reacties kunnen de verbranding van organisch materiaal (hout, hooi, ...), het looien van leer en de verzeping van vetten worden gerekend; processen die reeds eeuwenlang bekend zijn. De moderne organische chemie en organische synthese startten echter pas in de 19e eeuw: in 1828 slaagde de Duitse scheikundige Friedrich Wöhler erin om ureum te bereiden door het verhitten van ammoniumcyanaat:
{\displaystyle \mathrm {NH_{4}OCN\ {\xrightarrow {\ \ 60^{\circ }C\ \ }}\ H_{2}NCONH_{2}} }
Dat betekende een ommekeer in de scheikunde: het tot dan toe aangehangen principe van de noodzakelijkheid van een mysterieuze aan het leven inherent kracht (de vis vitalis) werd geleidelijk aan verworpen en verscheidene scheikundigen slaagden er in de loop van de 19e eeuw in andere organische verbindingen te synthetiseren. Zo was Hermann Kolbe een van de eerste wetenschappers die geloofde in de omzetting van anorganische tot organische verbindingen. Op die manier verwierp hij de filosofische doctrine van het vitalisme. Kolbe slaagde er rond 1845 in om azijnzuur te synthetiseren uit koolstofdisulfide als anorganische precursor en later, in 1860, salicylzuur via een aantal reactiestappen (tegenwoordig bekend als de Kolbe-Schmitt-reactie). 
In de loop van de geschiedenis zijn verschillende Nobelprijzen toegekend aan wetenschappers die belangrijke bijdragen hebben geleverd aan de organische chemie en de reactiviteit van de organische verbindingen. Vermeldenswaardig zijn:
- Grignard-reactie (1912)
- Diels-alderreactie (1950)
- Wittig-reactie (1979)
- Alkeenmetathese (2005)
- Heck-reactie (2010)

## Classificering
De organische chemie kent een uitgesproken traditie om de specifieke reacties te vernoemen naar hun uitvinder(s) of ontdekker(s). Men spreekt in die context van organische naamreacties, waarvan er ongeveer 1000 bestaan. Een van de oudste naamreacties is de Claisen-omlegging, een pericyclische reactie die uit 1912 dateert. Sommige reacties bestaan uit meerdere namen, omdat meerdere wetenschappers een bijdrage hebben geleverd, al dan niet onafhankelijk van elkaar. Voorbeelden hiervan zijn de Meerwein-Ponndorf-Verley-reductie en de Johnson-Corey-Chaykovski-reactie.
Andere specifieke reacties worden vernoemd naar het reactieproduct dat gevormd wordt (zoals de pinacolkoppeling of de Hantzsch-pyridinesynthese) of de chemische transformatie die ondergaan wordt (zoals de aldol-reactie en de een-reactie). Bij sommige reacties wordt het specifieke reagens vermeld dat nodig is voor de transformatie. Dit is voornamelijk het geval bij organische redoxreacties, waar bepaalde oxidatoren (zoals osmium(VIII)oxide) of reductoren (zoals lithiumaluminiumhydride) gebruikt worden.

### Organische reacties volgens mechanisme
Het aantal organische reacties en mechanismen is vrijwel onbeperkt. Er bestaan echter een aantal zeer algemene patronen die in al deze organische reacties herkend kunnen worden: zij worden aangeduid als basismechanismen. Het is niet altijd mogelijk om een eenduidige toekenning te doen: een substitutiereactie kan bijvoorbeeld plaatsgrijpen via een additie, gevolgd door een eliminatie (de nucleofiele aromatische substitutie is daarvan een voorbeeld). Onderstaande tabel geeft een overzicht van deze belangrijkste basisreacties en hun subtypes.
| Reactietype        | Subtype                              | Voorbeelden                                   |
| ------------------ | ------------------------------------ | --------------------------------------------- |
| additiereactie     | elektrofiele additie                 | halogenering, hydrohalogenering, hydratatie   |
| additiereactie     | nucleofiele additie                  | halogenering, hydrohalogenering, hydratatie   |
| additiereactie     | radicalaire additie                  | halogenering, hydrohalogenering, hydratatie   |
| eliminatiereactie  |                                      | E1-eliminatie, E2-eliminatie, E1cB-eliminatie |
| substitutiereactie | nucleofiele alifatische substitutie  | SN1-reactie, SN2-reactie, SNi-reactie         |
| substitutiereactie | nucleofiele aromatische substitutie  | SN1-reactie, SN2-reactie, SNi-reactie         |
| substitutiereactie | nucleofiele acylsubstitutie          | SN1-reactie, SN2-reactie, SNi-reactie         |
| substitutiereactie | elektrofiele alifatische substitutie | SN1-reactie, SN2-reactie, SNi-reactie         |
| substitutiereactie | elektrofiele aromatische substitutie | SN1-reactie, SN2-reactie, SNi-reactie         |
| substitutiereactie | radicalaire substitutie              | SN1-reactie, SN2-reactie, SNi-reactie         |
| redoxreactie       |                                      |                                               |
| omlegging          | 1,2-omlegging                        |                                               |
| omlegging          | pericyclische reactie                |                                               |
| omlegging          | alkeenmetathese                      |                                               |

Verder kunnen condensatiereacties (en hun tegenhanger, de hydrolyse) gerekend worden onder de basismechanismen.

### Overige indelingen
Naast de basismechanismen zijn er nog andere classificaties die echter specifiek zijn voor bepaalde groepen van verbindingen. Zo worden in de heterocyclische chemie de reacties geclassificeerd volgens het type heterocyclische verbinding gevormd wordt, daarbij rekening houdend met de ringgrootte en het type heteroatoom.
Organische reacties worden ook vaak geclassificeerd naargelang de wijziging in het koolstofskelet:
- alkoxylering
- alkylering (bijvoorbeeld de Friedel-Craftsalkylering)
- aminering (bijvoorbeeld de Tsjitsjibabin-reactie)
- anellering (bijvoorbeeld de Povarov-reactie)
- homologering (bijvoorbeeld de Arndt-Eistert-reactie)
- insertie (bijvoorbeeld de Nierenstein-reactie)
- polymerisatie (onderverdeeld in additiepolymerisatie en polycondensatie)
- ringexpansie (bijvoorbeeld de Beckmann-omlegging)
- ringcontractie (bijvoorbeeld de Favorski-omlegging)
- ringopening (bijvoorbeeld de hydrolyse van een lacton of de ozonolyse van een cycloalkeen)
- ringsluiting (bijvoorbeeld de Dieckmann-condensatie)

Verder kunnen organische reacties getypeerd worden naargelang het type binding met koolstof gevormd wordt en het chemisch element dat daarbij betrokken is. In de organische chemie komen naast de zeer courante atomen (waterstof, zuurstof, stikstof) ook zwavel, fosfor, silicium (bijvoorbeeld een silylering), boor (bijvoorbeeld de hydroborering-oxidatie) en de halogenen voor. Daarnaast zijn ook talloze organometaalverbindingen, waarin een binding tussen koolstof en een metaal voorkomt, bekend.
Een multicomponentreactie is een doorgaans organische reactie waarbij drie of meerdere reagentia simultaan of stapsgewijze met elkaar reageren tot een product dat vrijwel alle atomen uit de precursoren bevat. Voorbeelden van multicomponentreacties zijn de Biginelli-reactie, de Passerini-reactie en de Ugi-reactie.

## Selectiviteit

### Stereoselectiviteit
Heel wat organische reacties leiden tot de vorming van isomeren. Een belangrijk doel binnen de organische chemie is het vinden van methoden waarmee een hoge mate van selectiviteit wordt verkregen. Dit begrip verwijst naar de mogelijkheid om sturend op te treden indien een reactie naar meerdere producten kan leiden en dus de voorkeur voor een welbepaald product te induceren. In de context van isomerie wordt gesproken van stereoselectiviteit (en daarmee verwant stereospecificiteit), enantioselectiviteit en diastereoselectiviteit.
De stereochemische uitkomst van pericyclische reacties kan verklaard en bepaald worden met behulp van de Woodward-Hoffmann-regels.

### Addities en eliminaties
Voor additiereacties geldt de regel van Markovnikov en voor eliminatiereacties de regel van Zajtsev. Eliminaties die plaatsgrijpen op gebrugde verbindingen voldoen ook nog aan de regel van Bredt.

### Chemoselectiviteit
Door de aanwezigheid van verschillende gelijkaardige functionele groepen (bijvoorbeeld een carbonylgroep van een aldehyde, keton en ester) in een gegeven molecule is het mogelijk dat een bepaald reagens al deze functionele groepen tegelijkertijd modificeert. Dit is vaak ongewenst en daarom wordt gezocht naar reagentia die selectief met een welbepaalde functionele groep reageren: dit wordt chemoselectiviteit genoemd. In het geval van de 3 carbonylgroepen zal lithiumaluminiumhydride deze alle 3 tegelijkertijd aanvallen, omdat deze reductor nauwelijks chemoselectief is. Natriumboorhydride kan gekozen worden als enkel het aldehyde en keton dienen gereduceerd te worden en een nog hogere chemoselectiviteit kan verkregen worden door het aanwenden van natriumcyanoboorhydride, dat enkel het aldehyde reduceert.

### Beschermende groepen
De (chemo)selectiviteit van organische reacties kan ook verhoogd worden door het aanwenden van beschermende groepen. Dit zijn tijdelijke toevoegingen aan een molecule tijdens een organische synthese, die worden toegepast als de oorspronkelijke functionele groep niet bestand is tegen de reactie-omstandigheden van een van de daaropvolgende reactiestappen. Zodoende kan de functionele groep tijdelijk gedesactiveerd worden. Wanneer in een bepaalde molecule zowel een keton- als een esterfunctionaliteit aanwezig zijn, kan het ester chemoselectief gereduceerd worden door het keton te acetaliseren met 1,2-ethaandiol. Zodoende kan lithiumaluminiumhydride gebruikt worden, omdat het gevormde acetaal ongevoelig is voor reductie: